# Bush Ait
Bush Ait est une petite île de la Tamise en Angleterre.

## Description
Il s'agit d'une île fluviale, inhabitée et recouverte d'arbres, située à environ deux kilomètres à l'ouest-nord-ouest de Windsor, dans le Berkshire.